# 제4회 EBS 국제다큐영화제
제4회 EBS 국제다큐영화제는 2008년 8월 27일에 열린 시상식이다.

## 수상 및 후보

### 대상
- 푸지에 - 카즈야 야마다 수상

### 다큐멘터리 정신상
- 미리키다니의 고양이 - 린다 하튼도프 수상

### 심사위원 특별상
- 무크타르 마이의 외침 - 모하메드 알리낙비 수상

### 시청자 관객상
- 살기 위하여 - 이강길 수상

### 심사위원 특별 언급
- 암스테르담 편도 비행기 - 인수 라드스타케 수상